# Секстинг
Се́кстинг (англ. sexting, від sex +‎ texting) — пересилання особистих фотографій, повідомлень інтимного змісту за допомогою сучасних засобів зв'язку: стільникових телефонів, електронної пошти, соціальних інтернет-мереж.
Визначення з'явилося у 2005 рік у Новій Зеландії. Приводом послужив вчинок 13-річної школярки, яка виставила свої відверті знімки на сайті знайомств.
Пітер Каммінг, професор Йоркського університету в Торонто, вважає, що секстинг не несе жодних негативних наслідків для психіки підлітків і є таким же способом пізнання своєї сексуальності, як, наприклад, гра в «пляшечку». Але секстинг може спричинити скандал або стати причиною самогубства, якщо фотографії будуть опубліковані.
У деяких країнах, зокрема в США і Австралії, секстинг є кримінальним злочином, якщо на інтимних фотографіях зображений неповнолітній; це розглядається як дитяча порнографія, причому винними вважаються обоє: як особа, що відправила світлину, так і особа, що її отримала — це класифікується як виробництво та зберігання дитячої порнографії, відповідно. Крім того, особі, що послала свої фотографії в оголеному вигляді, можуть бути пред'явлені звинувачення в сексуальному домаганні.
Слово «sexting» включено в 12-те видання Короткого Оксфордського словника англійської мови.

## Секстинг в Україні
Секстинг є дуже поширеним явищем серед українських підлітків. За 2017 рік на «гарячу лінію» однієї із профільних структур надійшло близько 30 тис. звернень від дітей, з них близько 10 тис. пов'язані з життям дитини в інтернет-середовищі, більшість із яких — секстинг.